# Норманди (Тенеси)
Норманди (енгл. Normandy) град је у америчкој савезној држави Тенеси.

## Демографија
По попису из 2010. године број становника је 141, што је 0 (0,0%) становника више него 2000. године.
| Група             | 2000.       | 2010.       |
| Белци             | 138 (97,9%) | 136 (96,5%) |
| Афроамериканци    | 0 (0,0%)    | 0 (0,0%)    |
| Азијати           | 0 (0,0%)    | 0 (0,0%)    |
| Хиспаноамериканци | 1 (0,7%)    | 1 (0,7%)    |
| Укупно            | 141         | 141         |